# Rheumaptera veterenata
Rheumaptera veterenata là một loài bướm đêm trong họ Geometridae.